# Kishantos-ügy
A Kishantos-ügy egyes állami földterületeknek a Kishantosi Vidékfejlesztési Központ (KVK) által ökológiai mintagazdaság céljára való használati joga és ezen területeknek az állam által új bérlőknek történő bérbeadása körül kirobbant jogi és politikai konfliktus. A konfliktus forrása az volt, hogy eredetileg a Nemzeti Földalapkezelő Szervezet és a Kishantosi Vidékfejlesztési Központ között az 1998. október 19-től 2013. október 31-ig tartó időszakra haszonbérleti szerződés volt hatályban, azonban a Nemzeti Földalapkezelő Szervezet a szerződés lejárta utáni időszakra pályázat útján új bérlőket választott ki, és ezek használatába is adta az eredetileg KVK által összesen 21 éven át bérelt földterületeket. A KVK emiatt pert indított az egyes újonnan létrejött bérleti szerződések megsemmisítése, valamint a földalapkezelői eljárás törvénytelenségének a megállapítása végett, továbbá peres úton próbálta érvényesíteni a szerződés megszűnésekor már elvégzett mezőgazdasági munkák ellenértéke iránti követeléseit is. Az eljárás során, az eljárással összefüggő izgalmak miatt szívrohamban elhunyt Bolye Ferenc, a kishantosi ökológiai gazdálkodás ötletgazdája.

## Álláspontok

### Érvek az új bérlők kiválasztása mellett
A Nemzeti Földalapkezelő Szervezet (NFA) döntését támogatók – így például Bitay Márton, a Vidékfejlesztési Minisztérium állami földügyekért felelős államtitkára – azzal érveltek, hogy a váltásra szabályos pályázat keretében került sor, és azon családi és egyéni gazdálkodók nyertek egy kft.-vel szemben, ami összhangban van a kormány által képviselt elvekkel. A minisztérium államtitkára azt állította, hogy a Kishantosi Vidékfejlesztési Központ nem fizetett bérleti díjat a föld után, és nem hajtott végre korábban vállalt fejlesztéseket. Állításait később a bíróság jogerősen hazugságnak nyilvánította.

### Érvek az új bérlők kiválasztása ellen
A földterület új bérbeadásával a mintagazdaság és az abból fenntartott népfőiskola is megsemmisült. Az NFA döntését támadók szerint a területen a több évtizedes biogazdálkodás következtében jelentős értéknövekedés következett be, ami a területen újrakezdett vegyszeres gazdálkodás miatt szintén megsemmisült. Az ellenzők felhívták a figyelmet arra is, hogy a kormányzat állításaival szemben a földterületet nem családi gazdálkodók nyerték el, hanem a nyertesek között mezőgazdasági tapasztalatokkal nem rendelkező vállalkozások és mezőgazdasági nagyüzemek strómanjai is vannak. Egyesek továbbá úgy vélték, hogy a döntésben politikai bosszú is szerepet játszott, mivel a kishantosi mintagazdaság megtervezésében részt vett Ángyán József agrármérnök, korábbi fideszes képviselő (aki korábban, súlyos nézeteltérések után kilépett a Fideszből), a központot vezető Ács Sándorné pedig az ő egyetemi csoporttársa volt.

## A konfliktus története

### A mintagazdaság bemutatása
A mintagazdaság megtervezésében 1992-ben magyar, német és amerikai szakemberek vettek részt. A területen a vegyszermentes, biogazdálkodást folytattak és a megtermelt hasznot egy népfőiskola fenntartására fordították- 

### A konfliktus kezdete
A konfliktus 2013 tavaszán kezdődött, amikor a Nemzeti Földalapkezelő Szervezet úgy döntött, hogy a Kishantosi Vidékfejlesztési Központ Közhasznú Nonprofit Kft. által kezelt 452 hektáros állami földterületet – amelyen a szervezet nemzetközileg is elismert ökológiai mintagazdaságot üzemeltetett – 2013. november 1-től számos más vállalkozónak adja bérbe.

### Az ombudsman állásfoglalása
2013 decemberében, a Kishantosi Vidékfejlesztési Központ kérésére készített állásfoglalásában Székely László ombudsman és helyettese, Szabó Marcel kijelentette, hogy a központ több évtizedes, nemzetközileg elismert tevékenysége, a biogazdaság és népfőiskola léte alkotmányos védelemre jogosult eredmények, illetve hogy nem világos, hogy az NFA a pályázatok elbírálása során miképpen alkalmazta a nemzeti földalapról szóló törvény birtokpolitikai irányelveit és a Nemzeti Vidékfejlesztési Stratégiát.

### Feljelentés a földbérlet megszüntetése miatt
A Greenpeace Magyarország Egyesület 2014 április elején feljelentést tett a kishantosi ökogazdaság földterületeinek visszavétele miatt. A szervezet szerint az NFA több szabálytalanságot elkövetett az eljárás során. Ezek 21 millió forintnyi EU-s támogatás elvesztését jelentették, valamint azzal fenyegettek, hogy az Európai Bizottság vagy az Európai Számvevőszék eljárást indít a magyar állam ellen.

### A föld részleges felszántása

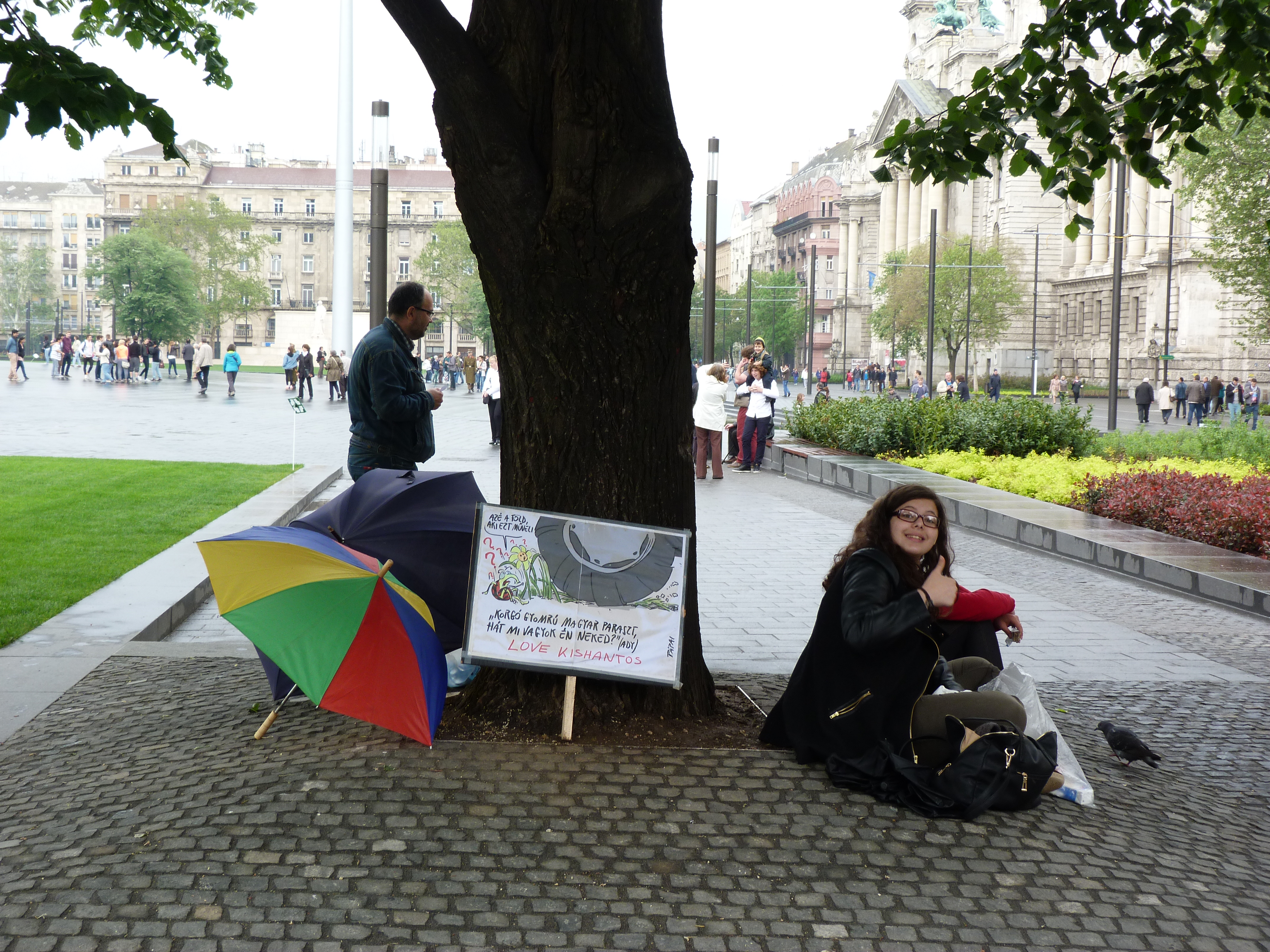
Ülősztrájk Kishantosért a Kossuth téren – 2014.04.26

2014. április 12-én a területet biztonsági őrök vették körül, majd megjelentek a pályázaton nyertes új bérlők és megkezdték a föld felszántását, amiben  a Kishantosi Vidékfejlesztési Központ által elvetett őszi búza, borsó, napraforgó sarjadt. A Kishantosi Vidékfejlesztési Központ támogatói szerint a lépés törvénytelen volt, mivel a folyamatban lépő perek miatt az új bérlők nem voltak „birtokon belül”, így nem volt joguk a föld felszántásához, amivel 140 millió forintos kárt okoztak. 
A Kishantosi Vidékfejlesztési Központ szimpatizánsai, a Greenpeace aktivistái és LMP-s politikusok kivonultak a kishantosi földekre jelezni tiltakozásukat és megkísérelték megakadályozni a szántást. Bitay Márton elítélte a kishantosiak akcióit és kijelentette, hogy az új bérlők jogszerűen járnak el.

## Jogerős bírósági ítéletek

### Bírósági döntés az államtitkár jogsértéséről
2015 májusában a bíróság jogerősen kimondta, hogy Bitay Márton államtitkár félrevezette a közvéleményt, amikor azt nyilatkozta, hogy az új pályázó kiválasztására a Kishantosi Vidékfejlesztési Központ korábban nem fizetett bérleti díjat a föld után és nem hajtott végre korábban vállalt fejlesztéseket. A valóságban a központnak nem volt tartozása, és nem voltak vállalt, de el nem végzett fejlesztések sem. E hazugságokkal az államtitkár egyúttal megsértette a Kishantosi Vidékfejlesztési Központ jó hírnevét is.

### Bírósági ítéletek egy új bérleti szerződésről
2015. június 17-én Fővárosi Törvényszék másodfokon – az első fokon eljáró bíróság döntését megsemmisítve – kimondta, hogy az egyik új bérlővel, a 28 hektárt elnyerő Mező Vidék Bt-vel kötött szerződés jogellenes volt, mivel az a pályázat benyújtásakor semmiféle mezőgazdasági tevékenységet nem végzett, így jogosult sem lett volna a pályázaton való részvételre, a Nemzeti Földalapkezelő Szervezet azonban figyelmen kívül hagyta ezt a szabályt. A Földművelésügyi Minisztérium (FM) az ügyben a Kúriához fordult. A Kúria azonban 2016 áprilisában helyben hagyta a másodfokú bíróság ítéletét.

### Bírósági ítélet a Földalapkezelő eljárásáról
A Kishantosi Vidékfejlesztési Központ emellett pert indított, annak megállapítását kérve, hogy jogszabálysértőek a 2012-ben a Nemzeti Földalapkezelő Szervezet által közzétett haszonbérleti pályázati felhívások és a lefolytatott pályázati eljárások. A Fővárosi Törvényszék felfüggesztette az eljárást, és az Alkotmánybírósághoz fordult, mivel úgy látta, hogy a pályázati eljárás Alaptörvénybe ütközik, valamint sérti a korrupció elleni harcról szóló 2003-as ENSZ egyezményt is. Az Alkotmánybíróság azonban 2016 októberében elutasította a Fővárosi Törvényszék indítványát, és az eljárás folytatására kötelezte a bíróságot. Végül 2017. március 23-án a Fővárosi Törvényszék kimondta, hogy az államnak joga volt más bérlőnek bérbeadni a földet, valamint a pályázati eljárás szabályai megfelelnek az Alaptörvény előírásainak, ezért a létrejött, és bíróság által nem érvénytelenített szerződések is érvényesek. A Greenpeace és a Kishantosi Vidékfejlesztési Központ bejelentette, hogy az Európai Bírósághoz fordulnak.

### Bírósági ítélet a végelszámolásról
A Kishantosi Vidékfejlesztési Központ 2017. június 27-én jogerős ítéletben visszakapta az őszi vetés árát, mintegy 20 millió forintot.

### Kúria itélete
"2021. november 30-án  hat évig zajló per zárult le a Kúrián.  Az állam 2013-ban egy tollvonással semmizte ki az egykor a magyar biogazdálkodás fellegvárának számító kishantosi közösséget, és egy perben még 14 millió forintot és ennek kamatait is meg akart fizettetni a Kishantosi Vidékfejlesztési Központtal. Megszületett a Kúria döntése, amely megalapozatlannak találta az állam keresetét, és jóváhagyta az I. és II. fokú bíróság korábbi, erről szóló döntését. A Kúria ítélete ellen magyarországi jogorvoslati lehetőség nincs." 